# گنادی لوگوفت
گنادی لوگوفت (روسی: Геннадий Олегович Логофет؛ ۱۵ آوریل ۱۹۴۲ – ۵ دسامبر ۲۰۱۱) بازیکن و مربی فوتبال اهل اتحاد جماهیر شوروی سوسیالیستی بود.
از باشگاه‌هایی که در آن بازی کرده‌است می‌توان به باشگاه فوتبال اسپارتاک مسکو اشاره کرد.
وی همچنین در تیم ملی فوتبال شوروی بازی کرده‌است.